# Kaori Muraji
Kaori Muraji (村治 佳織, Muraji Kaori) est une guitariste classique japonaise née le 14 avril 1978 à Tokyo.

## Biographie
Étudiant la guitare auprès de son père depuis l'âge de trois ans, Kaori Muraji continue l'apprentissage de la guitare avec Shin-Ichi Fukuda à l'âge de dix ans. 
Elle fait ses débuts en mars 1993 au Tsuda Hall de Tokyo. La même année en octobre, elle sort son premier album Espressivo sous le label Victor Entertainment. Trois ans après, elle commence sa carrière en Europe en jouant avec l'Orchestre symphonique national de la RAI à Turin.
En 1997, elle se rend en France pour approfondir l'étude de la guitare à l'École normale de musique de Paris avec Alberto Ponce. Elle retourne au Japon en 1999.
En 2003, elle devient la première artiste japonaise à signer un contrat exclusif avec Decca Records. 
Mais jusqu'en 2005, elle sort encore deux albums avec Victor Entertainment.

## Discographie

### sous le label Victor Entertainment
- 1993 : Espressivo
- 1995 : Green Sleeves
- 1996 : Sinfonia
- 1997 : Pastorale
- 1998 : Cavatina
- 2000 : Concierto De Aranjuez
- 2002 : Resplendor de La Guitarra
- 2004 : La Estella
- 2005 : Spain

### sous le label Decca Music Group
- 2004 : Transformation
- 2005 : Lumière
- 2006 : Lyre & Sonnet
- 2007 : Amanda
- 2008 : Kaori Muraji plays Bach
- 2009 : Portrait
- 2010 : Portrait 2 (septembre 2010)

### DVD
- 2001 : Contraste
- 2006 : Costa Rica
- 2007 : Tres